# Stephen Caffrey
Stephen Edwin Caffrey (Cleveland, 27 settembre 1959) è un attore statunitense.

## Biografia
Quinto di sette figli nati da una famiglia irlandese americana a Cleveland, nell'Ohio. All'età di 17 anni, lui e la sua famiglia si stabilirono definitivamente a Grand Rapids, nel Michigan. Ha intrapreso la carriera di attore dopo la laurea e assieme ai suoi amici attori ha fondato l'Immediate Theatre di Chicago, nell'Illinois.
È apparso in serie TV, come CSI: Miami, Il tocco di un angelo, Giudice Amy, Providence, Profiler, The Practice, Seinfeld, Chicago Hope, La signora in giallo, Colombo e Un detective in corsia. Si è distinto principalmente per il ruolo del tenente Myron Goldman nella serie sulla guerra del Vietnam della CBS, Vietnam addio. Ha anche interpretato il ruolo di Andrew Preston Cortlandt in La valle dei pini della ABC. È apparso in film, come Che mi dici di Willy? (1990), The Babe - La leggenda (1992), Morte apparente (1997) e Blowback (2000).
Si è esibito regolarmente all'American Conservatory Theatre di San Francisco, in California. Nel 1997, ha recitato nell'opera Singer's Boy di Leslie Ayvazian, diretto da Carey Perloff.
Nel 2003, sostituisce l'attore Geordie Johnson nel ruolo di Torvald Helmer in una produzione di Casa di bambola a causa di problemi di visto per via della guerra al terrorismo. Nel 2004, lavorò in una produzione di The Real Thing. Nel 2005, interpreta Anthony Voysey nell'adattamento di David Mamet di The Voysey Inheritance.

## Filmografia parziale

### Cinema
- Che mi dici di Willy? (Longtime Companion), regia di Norman René (1990)
- The Babe - La leggenda (The Babe), regia di Arthur Hiller (1992)

### Televisione
- La valle dei pini (All My Children) – soap opera, 13 puntate (1984-1985)
- Vietnam addio (Tour of Duty) – serie TV, 58 episodi (1987-1990)
- Colombo (Columbo) – serie TV, episodio 10x01 (1990)
- La signora in giallo (Murder, She Wrote) – serie TV, episodi 7x10-9x14 (1990-1993)
- L.A. Law - Avvocati a Los Angeles (L.A. Law) – serie TV, 1 episodio (1991)
- Seinfeld – serie TV, 1 episodio (1997)
- Il tocco di un angelo (Touched by an Angel) – serie TV, 1 episodio (2000)
- CSI: Miami – serie TV, 1 episodio (2005)
- Cinema Verite, regia di Shari Springer Berman e Robert Pulcini – film TV (2011)
- American Odyssey – serie TV, 4 episodi (2015)
- NCIS - Unità anticrimine (NCIS) – serie TV, episodio 16x16 (2019)
- Bosch – serie TV, 1 episodio (2021)

## Doppiatori italiani
Nelle versioni in italiano delle opere in cui ha recitato, Stephen Caffrey è stato doppiato da:
- Claudio De Angelis in Vietnam addio
- Mauro Gravina in Colombo
- Riccardo Rossi in La signora in giallo (ep. 7x10)
- Vittorio Guerrieri in La signora in giallo (ep. 9x14)
- Massimo Corvo in Che mi dici di Willy?
- Corrado Conforti in The Babe - La leggenda
- Massimo Lodolo in Profiler - Intuizioni mortali
- Luca Ward in CSI: Miami
- Stefano Alessandroni in NCIS - Unità anticrimine
- Francesco Caruso Cardelli in Bosch